# Дермсідин
Дермсідин (англ. Dermcidin) – білок, який кодується геном DCD, розташованим у людей на короткому плечі 12-ї хромосоми.  Довжина поліпептидного ланцюга білка становить 110 амінокислот, а молекулярна маса — 11 284.
| 10         |  | 20         |  | 30         |  | 40         |  | 50         |
| ---------- |  | ---------- |  | ---------- |  | ---------- |  | ---------- |
| MRFMTLLFLT |  | ALAGALVCAY |  | DPEAASAPGS |  | GNPCHEASAA |  | QKENAGEDPG |
| LARQAPKPRK |  | QRSSLLEKGL |  | DGAKKAVGGL |  | GKLGKDAVED |  | LESVGKGAVH |
| DVKDVLDSVL |  |            |  |            |  |            |  |            |

A: Аланін

C: Цистеїн

D: Аспарагінова кислота

E: Глутамінова кислота

F: Фенілаланін

G: Гліцин

H: Гістидин

K: Лізин

L: Лейцин

M: Метіонін

N: Аспарагін

P: Пролін

Q: Глутамін

R: Аргінін

S: Серин

T: Треонін

V: Валін

Цей білок за функціями належить до гідролаз, протеаз, антибіотиків, антимікробних білків, фунгіцидів. 
Білок має сайт для зв'язування з іоном марганцю. 
Секретований назовні.